# Ивадарэ, Нориюки
Нориюки Ивадарэ (яп. 岩垂徳行 Ивадарэ Нориюки, род. 28 апреля 1964 года) — японский композитор музыки для видеоигр. Изначально писал музыку для Tokyo Disney Resort, радио, японских телевизионных передач.
Он получил множество наград, первой из которых стала «Лучшая игровая музыка» (англ. Best Game Music) для игры Lunar: The Silver Star 1991 года. В 1997 он получил аналогичную награду за саундтрек к Grandia, а в 2000 году — за музыку к игре Grandia II. Кроме того, является автором саундтрека к аниме-сериалу Kimikiss pure rouge 2007 года.

## Работы
- Wacky Kingdom
- Urusei Yatsura: Dear My Friends
- Grandia
- Grandia II
- Grandia Xtreme
- Grandia III
- True Love Story 3
- Growlanser
- Growlanser II: The Sense of Justice
- Langrisser
- Lunar Series
- Phoenix Wright: Ace Attorney - Trials and Tribulations
- Ace Attorney Investigations: Miles Edgeworth
- Gyakuten Kenji 2
- Phoenix Wright: Ace Attorney - Dual Destinies
- Phoenix Wright: Ace Attorney – Spirit of Justice
- Radiata Stories
- Super Smash Bros. Brawl[2]
- Gynoug[3]